# 立野しのぶ
立野 しのぶ（たての しのぶ、1971年6月28日-)は、日本の元AV女優。

## 略歴
1990年代初頭に活動した。

## 作品

### 写真集
- NineTeen　（1991年3月、雑誌 61816-14、英知出版）
- インプロビゼーション （1993年7月、ISBN 4-900343-51-X、音楽専科社）

### イメージビデオ
- 19番目の夏から（英知出版）
- 1000本のアンブレラ（1991年7月、メディアステーション）

### アダルトビデオ
- 甘酸っぱさの感触（宇宙企画）
- 唇未体験（宇宙企画）
- 黒い下着にピンクの乳首（1991年2月24日、宇宙企画）
- フィナーレは貴方と　追伸（1991年5月19日、宇宙企画）
- あなたが欲しい（1991年7月21日、宇宙企画）
- いつのまにか熟れちゃって（1992年4月15日、エイトマン）
- あぶないＯＬ症候群（1992年6月16日、エイトマン）
- 私を情事に連れてって（1992年8月14日、エイトマン）
- ホントはHなお姉さん（1992年10月1日、再編集もの）
  - 北岡錦、めぐみ愛と共演。
- 花の女子寮！ピチピチ物語（1993年1月10日、エイトマン）
- ナース天国　病院で抜こう！（1993年1月10日、エイトマン）
- おたのしみ女子高生（3）（アリーナ・エンターテインメント）
- 宇宙企画Classic 立野しのぶ（DVD、2002年11月15日、宇宙企画）
  - 収録作品「甘酸っぱさの感触」「唇未体験」
- 宇宙企画Classic 立野しのぶII（2005年1月14日、宇宙企画）
  - 収録作品「黒い下着にピンクの乳首」「フィナーレは貴方と　追伸」「あなたが欲しい」

### 映画
- 『みんな〜やってるか!』（1995年公開）

### 雑誌
- アップル通信 1991年2月号（表紙）